# Jag låter Herrans nåde
Jag låter Herrans nåde (tyska: In allen meinen Thaten) är en psalm skriven av poeten Paul Fleming, på en resa mellan Ryssland och Persien år 1633. Psalmen var från början nio verser lång. Verserna 6, 7, 8, 9, 13 och 14 är senare tillagda av Johann Balthasar Schupp. Den kallades då Doktor Schiuppes Reise-Liedlein i Neu-vermehrtes Hamburgisches Reise- und Hand-Buchlein, tryckt 1674 i Ratzeburg.

## Publicerad i
- Den svenska psalmboken 1694 som nummer 393 under rubriken "Psalmer För åtskillige Stånds personer/ och wid besynnerliga tillfällen".
- 1695 års psalmbok som nummer 334 under rubriken "Psalmer för Resande til landz och watn".[1]